# Fjällängsfly
Fjällängsfly, Apamea kuusamoensis är en fjärilsart som beskrevs av Johan Emil Aro 1898/1900. Enligt Catalogue of Life är det vetenskapliga namnet istället Apamea schildei beskriven med det namnet av Otto Staudinger 1901. Fjällängsfly ingår i släktet Apamea och familjen nattflyn, Noctuidae. Arten är reproducerande i både Sverige och Finland. Den finska populationen är bedömd som nära hotad, NT, medan den svenska populationen är bedömd som Livskraftig, LC. Artens livsmiljö är naturskogar. Inga underarter finns listade i Catalogue of Life.